# Peter Hegemann
Peter Hegemann (né le 11 décembre 1954) est titulaire de la chaire de recherche Hertie Senior en neurosciences et professeur de biophysique expérimentale au département de biologie de la faculté des sciences de la vie de l'université Humboldt de Berlin, en Allemagne,. Il est connu pour sa découverte de la channelrhodopsine, un type de Canal ionique régulé par la lumière, servant ainsi de capteur de lumière. Cela donne naissance au domaine de l'optogénétique, une technique qui contrôle les activités de neurones spécifiques en appliquant de la lumière. Il reçoit de nombreuses distinctions, notamment le prix Rumford, le prix Shaw en sciences de la vie et en médecine et le Prix Albert-Lasker pour la recherche médicale fondamentale.

## Jeunesse et éducation
Hegemann est né à Münster en 1954, mais grandit à Aix-la-Chapelle. Plusieurs membres de sa famille immédiate et élargie sont médecins, notamment ses parents, son frère et ses deux grands-pères. Il est éduqué dans un gymnase orienté vers les sciences humaines (humanistisches Gymnasium) pour l'école secondaire, qu'il n'aime pas en raison de son manque d'intérêt pour les études classiques. Il aime les matières scientifiques et s'intéresse d'abord à la découverte de nouveaux territoires puis à l'espace. Finalement, il part à l'Université de Münster en 1975 pour étudier la chimie, puis est transféré à l'Université Louis-et-Maximilien de Munich deux ans plus tard pour passer à la biochimie.
Après avoir obtenu son diplôme en 1980, Hegemann poursuit son doctorat à l'Institut Max-Planck de biochimie dans le groupe de recherche de Dieter Oesterhelt (en) qui vient de devenir directeur de l'institut et le soutient en 1984.

## Carrière
Après avoir obtenu une bourse pour sa thèse de doctorat, Hegemann va à l'Université de Syracuse en 1985 en tant que chercheur postdoctoral dans le laboratoire de Kenneth W. Foster pendant un an. Après son retour en Allemagne, on lui offre un poste de cinq ans en tant que chercheur principal à l'Institut Max-Planck de biochimie.
En 1993, Hegemann rejoint le département de biochimie de l'université de Ratisbonne en tant que professeur. Il rejoint l'Université Humboldt de Berlin en 2004 et devient professeur de biophysique expérimentale. En 2015, il reçoit d'une chaire de recherche senior Hertie en neurosciences.

## Recherches
Les recherches de Hegemann sur le transport d'ions photosensibles commencent au cours de ses années de doctorat, lorsqu'il étudie la structure et la fonction de l'halorhodopsine, un transporteur d'ions actif trouvé dans un type d'archées appelé haloarchaea qui utilise l'énergie lumineuse pour déplacer les ions chlorure contre le gradient,. Dans le cadre de son projet de doctorat, il caractérise cette protéine chez Halobacterium salinarum, découvrant que la lumière jaune active l'halorhodopsine,. Lorsque l'halorhodopsine est exprimée dans les neurones et activée par la lumière, l'afflux d'ions chlorure déplace le neurone vers un potentiel électrique plus négatif, empêchant la génération de potentiel d'action et inactivant les neurones.
Un article de 1984 de Kenneth W. Foster de l'Université de Syracuse suggère que les rhodopsines serviraient également de détecteur de lumière dans l'algue verte Chlamydomonas reinhardtii. Cela incite également Hegemann à passer un an avec Foster en tant que chercheur postdoctoral. Hegemann continue à caractériser cette rhodopsine après son retour en Allemagne. En travaillant sur une autre algue verte, il découvre qu'elle a une réponse électrique rapide (par le mouvement des ions à travers le Canal ionique) à la stimulation lumineuse, et propose que le canal ionique et la rhodopsine détectant la lumière sont un seul complexe protéique,,.
En 2002, en collaboration avec Georg Nagel et Ernst Bamberg, Hegemann identifie le gène de cette rhodopsine et le nomme Channelrhodopsin-1. L'équipe identifie le deuxième gène de la channelrhodopsine, Channelrhodopsin-2, l'année suivante. Dans les deux études, ils clonent les gènes de Chlamydomonas reinhardtii et les expriment dans les ovocytes de la grenouille africaine à griffes. Lors d'une stimulation par lumière bleue, des courants électriques sont détectés dans les ovocytes. Lorsque les channelrhodopsines sont exprimées dans les neurones et stimulées, le canal ionique s'ouvre pour que les ions calcium et sodium chargés positivement puissent pénétrer dans les neurones, créant un potentiel électrique plus positif à l'intérieur des neurones et les activant. Il s’agit de l’effet inverse de l’activation de l’halorhodopsine.
Le domaine de l'optogénétique prend son essor grâce à ces découvertes. En 2005, Hegemann rapporte l'expression de la channelrhodopsine dans des embryons de poulet, leur mouvement peut être contrôlé par stimulation lumineuse. Cette étude a lieu la même année qu'une autre étude réalisée en collaboration entre Karl Deisseroth, Edward Boyden, Feng Zhang, Georg Nagel et Ernst Bamberg, qui découvre que la lumière peut conduire à un potentiel d'action dans des neurones en culture exprimant la channelrhodopsine. En collaboration avec Deisseroth, Hegemann continue à faire progresser l'optogénétique en développant des variantes de rhodopsine qui pouvaient réagir plus rapidement et plus précisément, détecter différentes longueurs d'onde de lumière et conduire différents ions,.
En utilisant des techniques optogénétiques, Hegemann et ses collaborateurs confirment que l'activité déséquilibrée des neurones excitateurs et inhibiteurs provoque des déficits comportementaux des troubles mentaux.

## Honneurs et récompenses
- 2010 - Wiley Prize in Biomedical Sciences[28]
- 2012 – Membre de l'Académie Léopoldine[29]
- 2013 – Prix Gottfried-Wilhelm-Leibniz[30]
- 2013 – Prix Louis-Jeantet pour la Médecine[31]
- 2013 – Brain Prize[32],[33]
- 2014 - Membre de l'Organisation européenne de biologie moléculaire[34]
- 2014 – Membre de l'Académie des sciences de Berlin-Brandebourg[35]
- 2014 – Membre de acatech (German National Academy of Science and Engineering)[36],[37]
- 2016 – Prix Harvey[38]
- 2017 – Prix Massry[39]
- 2018 – Médaille Otto-Warburg[40]
- 2018 – Prix Gairdner[41],[42]
- 2019 - Prix Rumford[43]
- 2019 – Warren Alpert Foundation Prize[44]
- 2020 – Prix Shaw[45]
- 2021 – Prix Albert-Lasker pour la recherche médicale fondamentale[46]
- 2022 – Prix Louisa-Gross-Horwitz[47]
- 2022 – International Honorary Member of the American Academy of Arts and Sciences[48]
- 2022 – International Member of the National Academy of Sciences[49]